# Mezholezy (Miskovice)

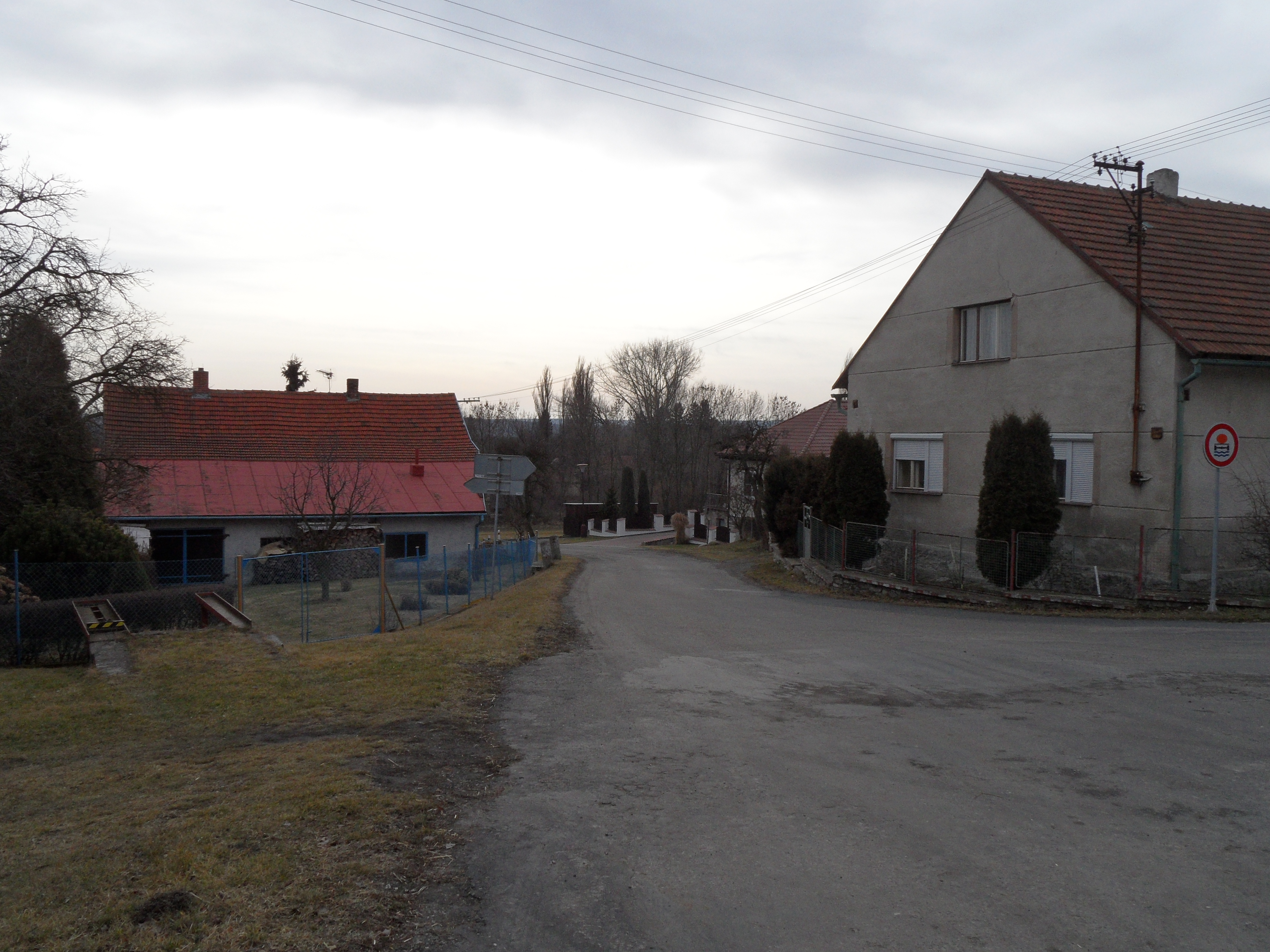
Häuser entlang der Straße nach Nova Lhota

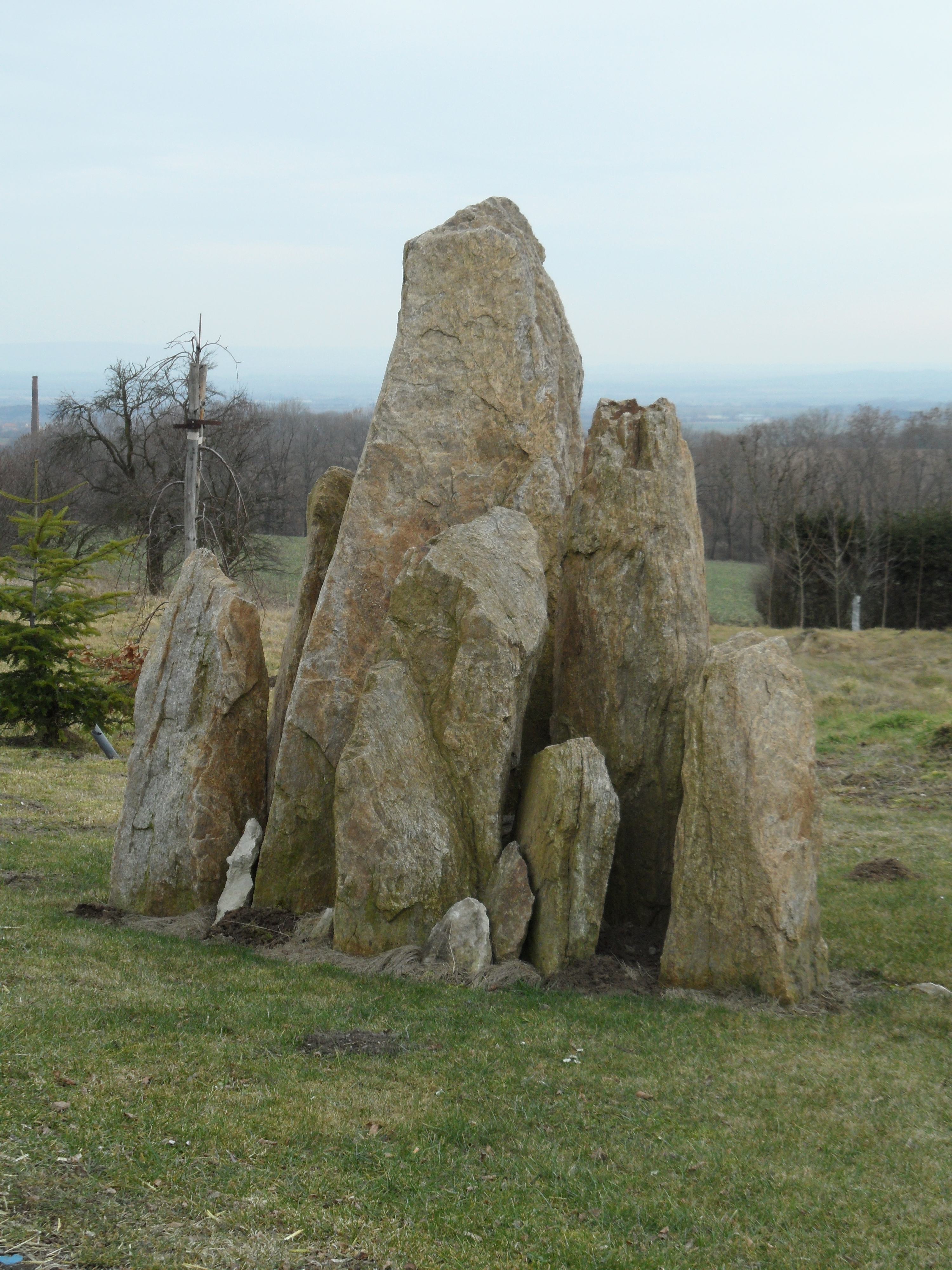
Menhire bei Hausnummer 6

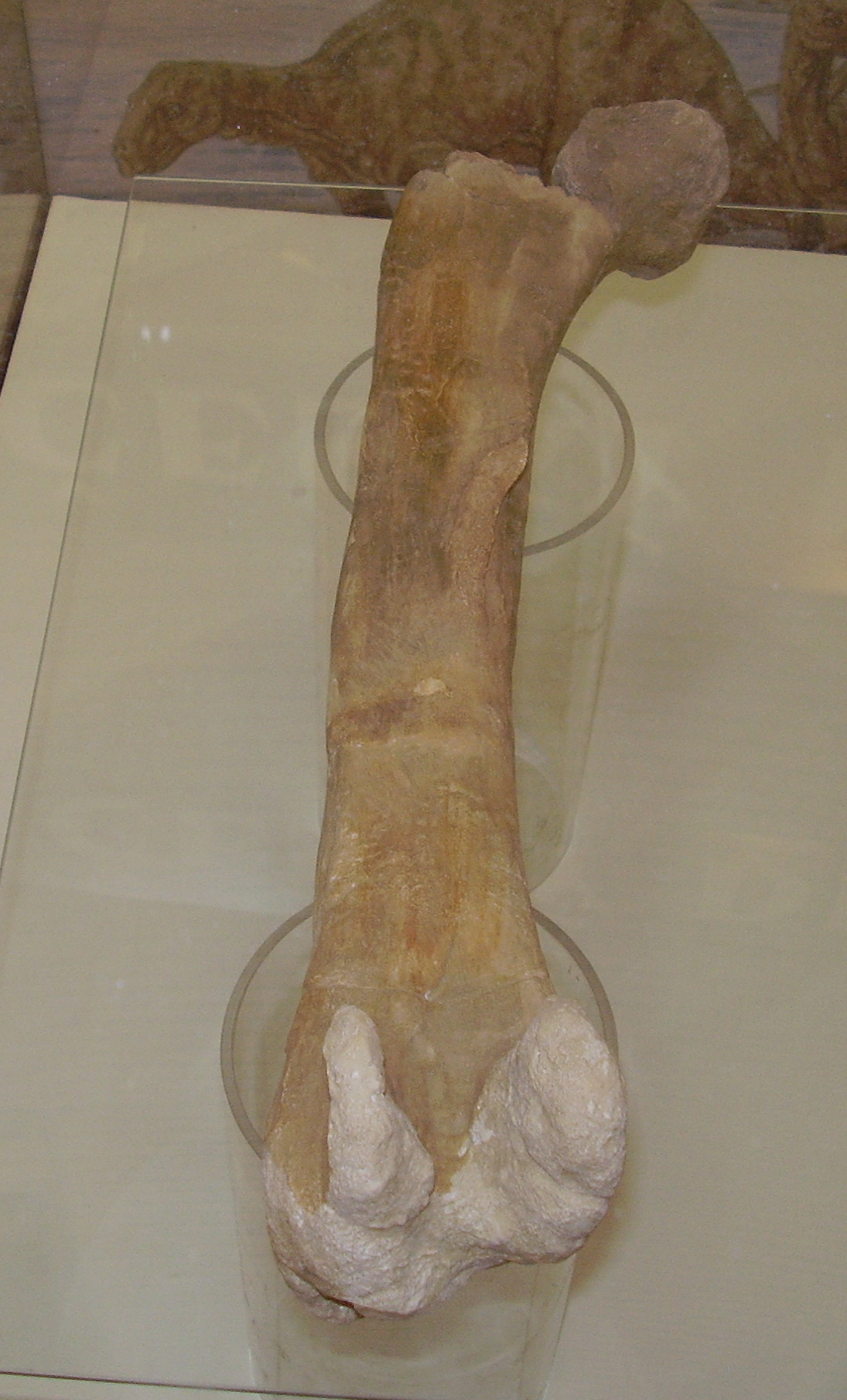
Bei Mezholezy gefundener Oberschenkelknochen eines Dinosauriers

Mezholezy (deutsch Mesoles) ist ein Ortsteil der Gemeinde Miskovice im Okres Kutná Hora in der Mittelböhmischen Region der Tschechischen Republik. Der Ort liegt rund fünf Kilometer westlich von Kutná Horá und hat 45 Einwohner.

## Geographie
Mezholezy befindet sich am südlichen Fuße des Hügels Vysoká (471 m n.m.) auf der Kutnohorská plošina (Kuttenberger Hochfläche). Im Ort entspringt der Bach Mezholezský potok. Südöstlich liegt die Vrchlice-Talsperre.
Nachbarorte sind Opatovice, Bojiště und Červené Pečky im Norden, Miskovice und Přítoky im Nordosten, Bylany im Osten, Poličany, Bílejov, Křesetice und Malešov im Südosten, Nová Lhota, Lázně und Roztěž im Süden, Tuchotice und Karlov t. Doubrava im Südwesten, Dobřeň im Westen sowie Vysoká und Suchdol im Nordwesten.

## Geschichte
Die erste schriftliche Erwähnung des zum Kloster Sedlec gehörigen Dorfes Mesholes stammt aus dem Jahr 1384. 1387 wurde das Dorf als Mishol bezeichnet. Im 15. Jahrhundert besaß Franz von Rosental die Feste und einen Teil des Dorfes, er vermachte seinen Anteil 1445 dem Kloster Sázava. Später wechselten sich verschiedene Adlige als Besitzer ab. Der andere Teil des Dorfes mit einem Meierhof gehörte im Laufe des 16. Jahrhunderts zu den Gütern Suchdol und Tuchotice, später wurde er an die Herrschaft Malešov angeschlossen.
1738 trat Johann Robenhaupt von Sucha wegen einer Schuld von knapp 123.000 Gulden seinen Besitz in Mezholezy an seine Gläubiger Joachim von Breda und das Kuttenberger Jesuitenkolleg ab. Die Jesuiten bewirtschaften den Meierhof (Seminarhof) bis zur Aufhebung des Ordens im Jahre 1773. 1809 erbte die Familie Dalberg das Gut Mezholezy. Im Jahre 1843 wurde das Dorf Meßholes genannt.
Nach der Aufhebung der Patrimonialherrschaften bildete Mezholezy eine Gemeinde im Gerichtsbezirk Kuttenberg, Caslaver Kreis. Ab 1868 gehörte das Dorf zum Bezirk Kuttenberg. Zu Beginn des 20. Jahrhunderts bestand Mezholezy aus 34 Häusern und hatte 150 Einwohner. 1949 wurde Mezholezy nach Miskovice eingemeindet. Der Kalkbruch unterhalb des Dorfes wurde in den 1950er Jahren stillgelegt.
Am 3. März 1991 hatte der Ort 118 Einwohner, beim Zensus von 2001 lebten in den 28 Wohnhäusern von Mezholezy 121 Personen.
Auf der Vysoká wurde im Jahre 2001 ein Aussichtsturm errichtet. Die 2003 in einer Sandgrube bei Mezholezy gefundenen Knochen eines Iguanodonten sind der erste Nachweis von Dinosauriern in Tschechien.

## Sehenswürdigkeiten
- ehemaliger Jesuitenhof mit gotischem Speicher
- Ehemalige Ausspanne mit hohen barocken Giebeln
- Hügel Vysoká mit Aussichtsturm und Ruinen des Lustschlösschens Belvedér und der Kapelle Johannes des Täufers